# استنلی الکتریک
استنلی الکتریک (انگلیسی: Stanley Electric) شرکت قطعات خودروی ژاپنی است، که در سال ۱۹۲۰ تأسیس شد.